# بازاندیشی
بازاندیشی (به فرانسوی: Réflexivité) در معرفت‌شناسی و به طور خاص، جامعه‌شناسی معرفت، به روابط دایره‌ای اشاره دارد، به ویژه آن گونه که در ساختارهای اعتقادی انسان نهفته است.

## تاریخچه و تعاریف
اصطلاح «بازاندیشی» که نخستین‏ بار در دهه ۱۹۷۰ در مجلات علمی نمایان شده است در علوم اجتماعی سابقه‌ای نسبتاً جدید دارد و تنها در دهه‌ی ۱۹۹۰ فراگیر شده است. نویسندگان مختلف از این اصطلاح استفاده‌های مختلفی کرده‌اند. به همین دلیل، این اصطلاح معانی مختلفی دارد. مایکل لینچ شش دسته از معانی این اصطلاح را شناسایی کرده است. 
در جامعه‌شناسی، «بازاندیشی» به معنای عمل «بازگشت به خود» است که در آن بررسی یا عمل «به عقب خم می‌شود»، به نهاد محرک اشاره می‌کند و بر آن تأثیر می‌گذارد. اقدام یا بررسی معمولاً به ظرفیت یک عاملیت برای شناسایی نیروهای جامعه‌پذیری و تغییر جایگاه آنها در ساختار اجتماعی اشاره دارد. سطح پایین تأمل باعث می‌شود که افراد عمدتاً توسط محیط خود (یا جامعه) شکل بگیرند. سطح بالایی از تأمل اجتماعی توسط افرادی تعریف می‌شود که هنجارها، سلیقه‌ها، سیاست‌ها، خواسته‌ها و غیره خود را شکل می‌دهند. این شبیه مفهوم استقلال است. بازاندیشی را متفکرینی مانند اولریش بک، اسکات لش، آنتونی گیدنز و پی‌یر بوردیو به کار برده‌اند. 
گیدنز باورمند است که در نظم پساسنتی، هویت شخصی پدیده‌ای بازاندیشانه است، پروژه‌ای که دائماً روی آن کار می‌کنیم. این امر به همین میزان دربارهٔ تمام عالم مدرن معنا دارد. در حقیقت می‌توان گفت بازاندیشی یکی از جلوه‌های خرد انتقادی است که یکی از ارکان اندیشهٔ مدرن است. 
از نظر بوردیو، بازاندیشی مستلزم تأمل سوژه بر سوژه یا خوداندیشی ــ به تعبیری از هگل ــ یا «پرسپکتیو اگوشناختی» نیست که روش‌شناسی قومی، جامعه‌شناسی پدیدارشناختی و گولدنر از آن دفاع می‌کنند. بازاندیشی، در مقابل، مستلزم کشف نظام‌مند مقوله‌هایی نیندیشیده از اندیشه است که مرز امر اندیشیدنی را تعیین می‌کنند و اندیشه را از پیش تعیین می‌کنند و، هم‌چنین، اجرای عملی کاوش اجتماعی را هدایت می‌کنند. کلمه «بازگشت» که بازاندیشی مستلزم آن است گستره‌ای فراتر از سوژه تجربه‌کننده دارد و ساختار سازمانی و شناختی رشته علمی را در خود دارد. قبل از دهه‌ی ۱۹۹۰، استفاده‏ صریح از این اصطلاح، بسیار نادر است. استفاده از این اصطلاح در آثار بوردیو، خصوصاً، دعوت به جامعه‌شناسی بازاندیشانه (۱۹۹۲) و علمِ علم و بازاندیشی (۲۰۰۱)، به‌واقع، فقط از آغاز دهه‌ی ۱۹۹۰ به بعد بوده است. اصطلاح «بازاندیشی» از نوعی «چرخش» نیز حکایت دارد: جامعه‌شناسیِ جامعه‌شناسی، اسطوره‌شناسی جامعه‌شناسان، جامعه‌شناسیِ روش‌شناسی و الی آخر. بازاندیشی نتیجه تاریخی‏ شدن کامل مضامین اندیشه است که ما را وادار می‌کند تا مقوله‌های جامعه‌شناسی شناخت را در مورد خود آن به کار ببریم و دلایل اجتماعی ظهور مضامین اندیشه را روشن کنیم.  
در اقتصاد، بازاندیشی به اثر خود-تقویت‌کننده احساسات بازار اشاره دارد و به موجب آن افزایش قیمت‌ها خریدارانی را جذب می‌کند که اقدامات آنها قیمت‌ها را همچنان بالاتر می‌برند تا زمانی که فرآیند ناپایدار شود. این نمونه‌ای از یک حلقه بازخورد مثبت است. همین فرآیند می‌تواند به صورت معکوس عمل کند و منجر به سقوط فاجعه‌بار قیمت‌ها شود.